# Syndyas jonesi
Syndyas jonesi är en tvåvingeart som först beskrevs av Smith 1969.  Syndyas jonesi ingår i släktet Syndyas och familjen puckeldansflugor. Inga underarter finns listade i Catalogue of Life.